# Hôn nhân cùng giới ở Greenland
Hôn nhân cùng giới đã trở thành hợp pháp tại Greenland, một quốc gia tự trị thuộc Vương quốc Đan Mạch, vào ngày 1 tháng 4 năm 2016. Lãnh thổ này đã được công nhận quan hệ đối tác đã đăng ký trước đó, từ ngày 1 tháng 7 năm 1996 đến ngày 1 tháng 4 năm 2016.

## Kết hợp dân sự
Luật đối tác đã đăng ký của Đan Mạch đã hoạt động từ ngày 1 tháng 10 năm 1989. Dự luật mở rộng đơn đăng ký tới Greenland đã được Quốc hội Greenlandic phê duyệt vào ngày 14 tháng 5 năm 1993 (15-0 với 12 phiếu trắng) và bởi Quốc hội Đan Mạch (104-1) vào ngày 28 tháng 3 năm 1996. Nó có hiệu lực vào ngày 1 tháng 7 năm 1996. Luật pháp đã trao cho các đối tác đã đăng ký quyền gần như giống hệt nhau đối với các cặp vợ chồng, với những ngoại lệ đáng chú ý sau:
1. nhận con nuôi chung
2. luật quy định rõ ràng về giới tính của một cặp vợ chồng không áp dụng cho quan hệ đối tác đã đăng ký
3. quy định của các điều ước quốc tế đã không được áp dụng trừ khi tất cả các bên ký kết đồng ý.
4. Năm 2002, cặp đôi cùng giới đầu tiên đăng ký theo luật.

Luật đã bị bãi bỏ vào ngày 1 tháng 4 năm 2016.